# Lindsay Morse
Pour les articles homonymes, voir Morse.
Lindsay Morse (née le 24 janvier 1955) est une joueuse de tennis américaine, professionnelle au début des années 1980.
Elle a remporté un tournoi WTA en double pendant sa carrière.

## Palmarès

### Titre en simple dames
Aucun

### Finale en simple dames
Aucune

### Titre en double dames
| No | Date       | Nom et lieu du tournoi | Catégorie | Dotation | Surface      | Partenaire   | Finalistes                     | Score    |          |
| -- | ---------- | ---------------------- | --------- | -------- | ------------ | ------------ | ------------------------------ | -------- | -------- |
| 1  | 13/10/1980 | Borden Classic Nagoya  |           | 50 000 $ | Terre (ext.) | Jean Nachand | Nerida Gregory Marie Neumanova | 6-3, 6-1 | Parcours |

### Finales en double dames
| No | Date       | Nom et lieu du tournoi            | Catégorie | Dotation | Surface      | Vainqueures                      | Partenaire     | Score         |          |
| -- | ---------- | --------------------------------- | --------- | -------- | ------------ | -------------------------------- | -------------- | ------------- | -------- |
| 1  | 25/02/1980 | Avon Futures of Columbus Columbus | Futures   | 25 000 $ | Dur (int.)   | Ann Henricksson Felicia Hutnick  | Candy Reynolds | 7-6, 4-6, 6-4 | Parcours |
| 2  | 02/04/1980 | Avon Futures Championships Edmond | Futures   | 50 000 $ | Terre (ext.) | Marjorie Blackwood Pam Whytcross | Candy Reynolds | 7-5, 7-6      | Parcours |
| 3  | 02/06/1980 | Kent Championships Beckenham      |           | 14 000 $ | Gazon (ext.) | Andrea Buchanan Diane Desfor     | Kim Jones      | 6-7, 6-4, 6-2 | Parcours |

## Parcours en Grand Chelem

### En simple dames
| Année | Open d'Australie (janvier) | Open d'Australie (janvier) | Internationaux de France | Internationaux de France | Wimbledon      | Wimbledon       | US Open        | US Open        | Open d'Australie (décembre) | Open d'Australie (décembre) |
| ----- | -------------------------- | -------------------------- | ------------------------ | ------------------------ | -------------- | --------------- | -------------- | -------------- | --------------------------- | --------------------------- |
| 1980  | n/a                        | n/a                        | -                        | -                        | 3e tour (1/16) | Chris Evert     | 3e tour (1/16) | M. Navrátilová | 3e tour (1/8)               | Greer Stevens               |
| 1981  | n/a                        | n/a                        | -                        | -                        | 2e tour (1/32) | Mary Lou Piatek | 3e tour (1/16) | Barbara Potter | -                           | -                           |

À droite du résultat, l’ultime adversaire.

### En double dames
| Année | Open d'Australie (janvier) | Open d'Australie (janvier) | Internationaux de France | Internationaux de France | Wimbledon                  | Wimbledon               | US Open                      | US Open                   | Open d'Australie (décembre) | Open d'Australie (décembre) |
| ----- | -------------------------- | -------------------------- | ------------------------ | ------------------------ | -------------------------- | ----------------------- | ---------------------------- | ------------------------- | --------------------------- | --------------------------- |
| 1980  | n/a                        | n/a                        | -                        | -                        | 3e tour (1/8) Kim Jones    | Pam Shriver Betty Stöve | 1er tour (1/32) F. Hutnick   | H. Mandlíková R. Tomanová | 1er tour (1/16) F. Hutnick  | Sue Barker Sharon Walsh     |
| 1981  | n/a                        | n/a                        | -                        | -                        | 2e tour (1/16) D. Morrison | D. Freeman Naoko Sato   | 2e tour (1/16) L. Antonoplis | E. Little Y. Vermaak      | -                           | -                           |

Sous le résultat, la partenaire ; à droite, l’ultime équipe adverse.

### En double mixte
| Année | Open d'Australie (janvier), | Open d'Australie (janvier), | Internationaux de France | Internationaux de France | Wimbledon                 | Wimbledon              | US Open | US Open | Open d'Australie (décembre), | Open d'Australie (décembre), |
| 1980  | n/a                         | n/a                         | -                        | -                        | 2e tour (1/16) Gene Malin | M. Rodríguez José Luis | -       | -       | n/a                          | n/a                          |

Sous le résultat, le partenaire ; à droite, l’ultime équipe adverse.